# Menophra jugorum
Menophra jugorum là một loài bướm đêm trong họ Geometridae.